# Nagyvenyim
Nagyvenyim is een plaats (község) en gemeente in het Hongaarse comitaat Fejér. Nagyvenyim telt 4027 inwoners (2001).